# Antiochos II. Theós
Antiochos II. Theós (289 př. n. l. – 246 př. n. l.) byl v letech 261–246 př. n. l. třetím králem (basileus) z řecko-makedonské dynastie Seleukovců, která od roku 312 př. n. l. do roku 64 př. n. l. ovládala asijská území po smrti Alexandra Velikého.

## Narození a vláda
Antiochos II. Theós se narodil v roce 286 př. n. l. v Sýrii. Jeho otcem byl Antiochos I. Sótér, syn Seleuka I. Níkátora, zakladatele seleukovské říše. Pět let po narození Antiocha II. byl Seleukos zavražděn Ptolemaiem Keraunem v Makedonii. Antiochos II. Theós se stal vládcem 2. června 261 př. n. l. a na rozdíl od svého děda a otce neměl žádného spoluvládce. Před nastoupením na trůn nechal jeho otec Antiochos I. v roce 267 př. n. l. popravit svého staršího syna Seleuka po obvinění ze vzpoury.
Antiochos II. Theós se potýkal se stejnými zahraničními problémy jako jeho otec. V roce 260 př. n. l. započal společně se svým spojencem Antigonem II. Gonatásem druhou syrskou válku proti ptolemaiovskému Egyptu. Zatímco Antigonus porazil egyptské loďstvo na moři, Antiochos na souši znovu dobyl velkou část Anatolie, včetně měst Milét a Efez, a také fénické pobřeží.
Po dobytí Milétu Antiochos svrhl zdejšího tyrana, za což byl uctíván tamním obyvatelstvem. Později zavedl vlastní kult v celé říši, jak naznačuje jeho přídomek Theós („bůh“). Pokračoval v politice svých předchůdců a podporoval zakládání nových měst na území říše.
V roce 256 př. n. l., čtyři roky po vypuknutí druhé syrské války, ztratila seleukovská říše jednu z nejvýznamnějších provincií Baktrii, jelikož řecký satrapa Diodotos I. Sótér vyhlásil nezávislost a založil vlastní řecko-baktrijské království. V roce 253 př. n. l. druhá syrská válka skončila a seleukovci si ponechali území v západní části Malé Asii. Mírová dohoda zahrnovala sňatek Bereniky, dcery Ptolemaia II. Filadelfa, s Antiochem, který musel zapudit svou manželku Laodike i její syny. V roce 246 př. n. l. pak zemřel Ptolemaios II. a za nevyjasněných událostí i Antiochos II., což vedlo k propuknutí občanské války mezi právoplatnou a bývalou královnou.